# Neudorf, Arad
Neudorf (în germană Neudorf, în maghiară Temesújfalu) este un sat în comuna Zăbrani din județul Arad, Banat, România. Are o populație de circa 1.000 locuitori.

## Istorie

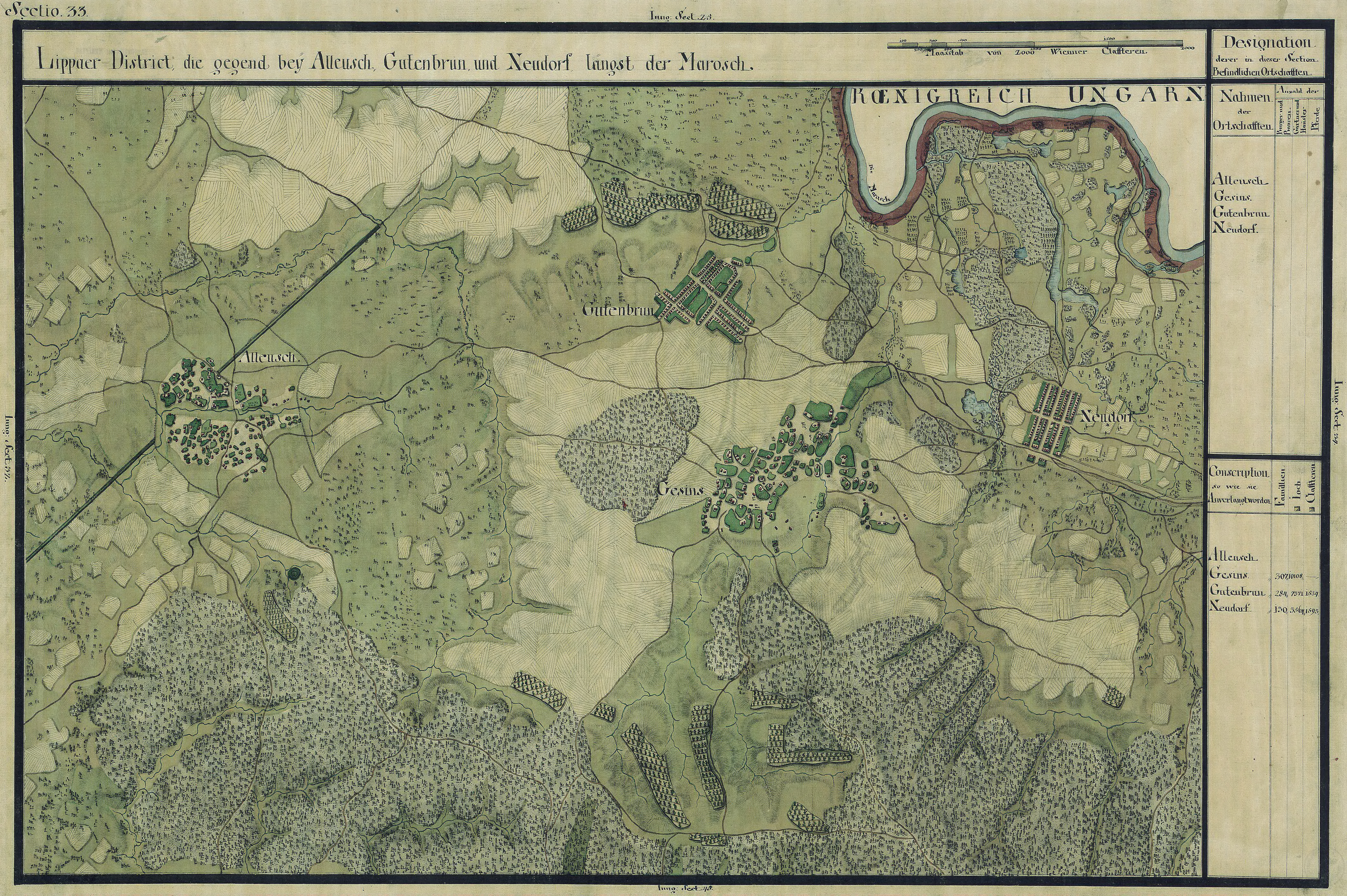
Neudorf în Harta Iosefină a Banatului, 1769-72

Prima mențiune documentară a localității este harta contelui Mercy, de la 1723. Pe această hartă, satul apărea cu numele de Novosello. În perioada care a urmat, a fost pustiită, întrucât următorul document care atestează satul, harta oficială de la 1761, prezintă localitatea ca fiind nelocuită. În această perioadă, administrația imperială coordonează pe întreg teritoriul Banatului, o acțiune masivă de colonizare, numită și „Colonizarea Tereziană” întrucât arteficele proiectului a fost regina Maria Theresia. În acest context, satul intră în programul de colonizare și responsabil este consilierul Neumann. Sub îndrumarea acestuia, la 1765, sunt așezați aici 148 de familii de coloniști germani (șvabi). Administrația a construit câte o casă pentru fiecare familie. Noua colonie a primit numele german Neudorf sau "Satul Nou". În localitate se află și o biserică romano-catolică construită în 1771 în stil baroc, a fost restaurată în anul 1929. În cavoul din subsolul bisericii se află sarcofagul de bronz al arhiducesei Maria Anna Ferdinanda de Habsburg (1770-1809), a răposat aici în urma unui refugiu. În anul 1841, din ordinul împăratului Ferdinand I se ridică un monument funerar din marmură de Carrara, în memoria arhiducesei. După al doilea război mondial se stabilesc mai multe familii de români care au format parohia ortodoxă română.
În zona s-au descoperit urme ale unor așezări din Hallstatt, epoca dacă (Cultura Basarabi) și romană. În anul 1916 pe teritoriul localității s-a descoperit un tezaur format din monede imperiale romane depus într-un vas de lut lucrat cu mâna (220 piese de la Traian, Hadrian, Antoninus Pius, Marcus Aurelius, Lucius Verus și Aurelian). S-a mai găsit o monedă de tip Filip al II-lea al Macedoniei.
| Etnia     | Numărul de locuitori | Procent |
| --------- | -------------------- | ------- |
| Total     | 989                  |         |
| Români    | 888                  | 89,8%   |
| Maghiari  | 51                   | 5,2%    |
| Germani   | 31                   | 3,1%    |
| Ucraineni | 12                   | 1.2%    |
| Sloveni   | 5                    | 0,5%    |

## Monumente
- Biserica romano-catolică din Neudorf